# 3056 INAG
3056 INAG (1978 VD1) là một tiểu hành tinh vành đai chính được phát hiện ngày 1 tháng 11 năm 1978 bởi Kōichirō Tomita ở Caussols.